# 石切温泉
石切温泉（いしきりおんせん）は、大阪府東大阪市上石切町にある温泉。

## 泉質
- 単純放射能冷鉱泉
  - 泉温 17.5℃

## 温泉地
東大阪市街地の外れ、生駒山の麓に日帰り入浴も扱う一軒宿の「ホテルセイリュウ」が存在する。
部屋からは東大阪の夜景を眺望できる。建物は日本の建築界の巨匠、黒川紀章氏に設計された。

## 歴史
- 1959年（昭和34年）- 開湯。

- 1980年（昭和55年）- 「ホテルセイリュウ」開業[2]。

## アクセス
近畿日本鉄道・近鉄奈良線石切駅下車、南出口より南へ徒歩約5分。